# حي أنامر أسفل (إب)
حي أنامر أسفل هو  أحد أحياء مديرية المشنه في محافظة إب اليمنية. يبلغ تعداد سكانه 19788 نسمة حسب التعداد السكاني في اليمن لعام 2004.